# NGC 3335
NGC 3335 is een balkspiraalstelsel in het sterrenbeeld Waterslang. Het hemelobject werd in 1886 ontdekt door de Amerikaanse astronoom Frank Muller.

## Synoniemen
- ESO 501-71
- MCG -4-25-55
- AM 1037-233
- PGC 31706